# Max Pemberton
Max Pemberton, född 19 juni 1863 i Paddington i London, död 22 februari 1950 i London, var en brittisk romanförfattare. Huvudsakligen skrev han äventyrs- och detektivromaner. 
Pemberton var utbildad vid St Albans School, Merchant Taylors' School och Caius College, Cambridge. Han gav ut magasinet Chums, och Cassell's Magazine från 1896 till 1906, i vilka han publicerade tidiga verk av bland andra Austin Freeman, Clifford Ashdown, William Le Queux och Bertram Fletcher Robinson. 
Hans mest kända verk The Iron Pirate blev en bästsäljare i början på 1890-talet, och han blev en produktiv heltidsförfattare. Det var en historia om ett stort bensindrivet fartyg av järn som utmanövrerade och terroriserade världens flottor på Atlanten. Den följdes av Captain Black (1911). 
Pemberton grundade London School of Journalism, 1920 och adlades.